# Den Bucksom
Den Bucksom was de allereerste bioscoop in Menen opgestart in 1899 onder leiding van Henri 'Bucksom' Cottignies en was gelegen in de Barakken.

## Historie
Henri Cottignies was de eerste die begon met een cinema in België. Zijn cinemaproject startte met een cinematograaf, dit was een uitvinding van de gebroeders Lumière. Hij begon in Menen met een cinema mobile, een verplaatsbare cinema die van stad naar stad trok, gebruikmakend van een paard met circuswagen.
De allereerste beelden die toen geprojecteerd werden bestonden slechts uit een mens die zijn arm bewoog. Desalniettemin fascineerde dit de mensen, waarvoor cinema destijds vooral een curiosum was.

## Ontstaan Bucksom
In 1899 verhuurde een beenhouwer een achterliggend stuk grond aan Henri, die de droom had om een vaste bioscoop op te richten. In een vaste tent werden toen korte filmpjes geprojecteerd. Later kocht hij de grond met de bijhorende gebouwen op en bouwde hij er een zaaltje bij. Cinema Bucksom was populair onder het arbeidsvolk die toen nog geen tv thuis hadden. Voor hen was cinema een van de weinige vormen van ontspanning na een lange werkdag. Tijdens de Tweede Wereldoorlog kwamen er veel Duitse veldgendarmen naar de cinema.

## Catastrofe

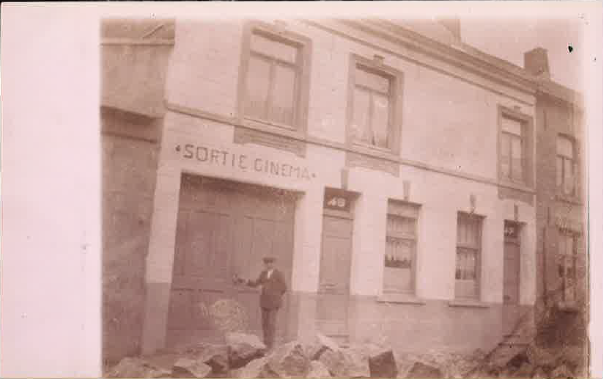
Uitgang van cinema Bucksom

Op 22 december 1912 vatte de filmrol die op dat moment afgespeeld werd voor een volle zaal van zo'n 700 toeschouwers vuur. De elektriciteit viel hierdoor uit en de hele zaal bevond zich in duisternis. Enkele toeschouwers bemerkten een kleine vlam op achter het glas en er brak enorme paniek uit in de zaal. Mensen vluchtten hysterisch naar de uitgangen. Het vuur in de achterkamer was nochtans snel gedoofd, mensen werden aangemaand kalm te blijven maar de pogingen waren tevergeefs. Verschillende personen die op de balkon zaten en niet snel genoeg konden vluchten sprongen over de borstwering, over de personen in de zaal. Sommigen wierpen hun schreeuwende kinderen naar beneden. Door het gedrang van de vluchtende massa brak de houten leuning van de trap waardoor nog meer mensen vielen en vertrappeld werden. Mensen van buiten de zaal merkten de paniek op maar zelfs de toenmalige gendarmerie was niet in staat om de menigte tegen te houden. Mensen in de zaal wierpen elkaar ten gronde en werden verpletterd en vertrapt. Een zekere man die reeds buiten de zaal was geraakt zag zijn verloofde niet direct en keerde terug naar binnen om haar te zoeken. Het meisje werd gered, maar hijzelf werd ten gronde geworpen en raakte verpletterd. Het drama kostte aan veertien mensen het leven, verscheidene mensen raakten zwaargewond.

## Jubileum

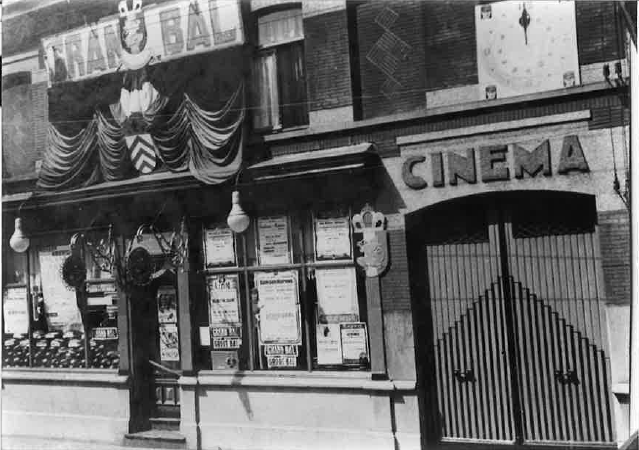
Bal in den Bucksom

In 1950 vierde de Bucksom zijn 50-jarig bestaan. Het jubileum werd door duizenden mensen gevierd tijdens het pinksterweekend. 1200 kaarters op zaterdag voor de Bucksomkaarting en 2000 entrees voor het bal op zondag en maandag. Op dinsdag werd een 'bal populaire' gehouden om het feestweekend af te sluiten. Er waren toen mensen van overal: de Barakken (een grenswijk van Menen tussen de Leie en Kortrijk), Frankrijk en Menen. De toenmalige burgemeester René Gombert opende het bal officieel met een plechtigheid.
Cinema Bucksom sloot zijn deuren ergens in de periode 1965-1970.